# Лазский язык
Ла́зский язы́к (устар. ча́нский язы́к) — принадлежащий к картвельской семье язык лазов, проживающих на юго-восточном берегу Чёрного моря. Распространён на территории современных Турции и Грузии. Общее число говорящих составляет примерно 22 000 человек.

## Генеалогическая и ареальная информация
Лазский (чанский) язык принадлежит к картвельской языковой семье наряду с грузинским, сванским и мегрельским языками. Ближе всего к лазскому находится мегрельский язык (57 % словарного запаса — общие). Лазско-мегрельская ветвь (также называемая занской) отделилась от грузинской в первом тысячелетии до н. э. Лазская и мегрельская общины разделились политически и религиозно около 500 лет назад. Некоторые лингвисты до сих пор считают лазский и мегрельский языки региональными вариантами одного языка.
Существуют восточное и западное наречия лазского языка, каждое из которых, в свою очередь, подразделяется на несколько говоров:
восточное наречие:
- хопский говор (г. Хопа);
- чхальский говор (Чхала — левый приток реки Чорох);

западное наречие:
- ардешенский говор (г. Ардешен);

- атинский говор: Пазар, Кемер;
- вицэ-архавский/вицский говор:
  - вицский (Финдикли);
  - архавский (Архави).

Ландшафт территории распространения языка изобилует объектами, выступающими в качестве природных преград (реки, горы), что значительно снижает возможность языкового контакта. По этой причине отличия в говорах настолько существенны, что затрудняют коммуникацию носителей разных диалектов .

## Социологическая информация
Количество говорящих на лазском языке оценивается примерно в 20 000 человек в Турции и в 2000 чел. в Грузии, что выделяет язык среди остальных представителей южно-кавказской семьи, распространение которых сосредоточено, в основном, на территории Грузии. Подавляющее число проживающих в Турции лазов — билингвы; использование ими лазского языка ограничивается бытовой сферой.

## История
До появления письменного лазского языка в конце 1920-х годов, начиная с середины XIX века, ранние исследования лазского языка проводились западными и российскими исследователями, с основным упором на изучение грамматики и фольклора лазов. Среди прочих работ можно назвать книгу немецкого исследователя Георга Розена «Über die Sprache der Lazen» (1844), корпус французского лингвиста Жоржа Дюмезиля «Contes Lazes» (1937) и этнографические и лингвистические исследования российского исследователя Николая Марра (1910).
В 1929 году в Сухуме была основана первая газета на лазском языке «Мчита муруцхи» под руководством И. Т. Циташи, которая предназначалась в основном для распространения в Турецком Лазистане. Распространение этой газеты в Турцию запретил сам Мустафа Кемаль, и она была закрыта после реакции Турции. Турецкое правительство использовало различные методы и оправдания для запрета публикаций на не-турецких языках, включая курдский, лазский, и черкесский. Эти запреты осуществлялись с применением решений кабинета в рамках «Закону о печати» 1931 года, при этом публикации на этих языках маркировались как «сепаратистские».

## Письменность

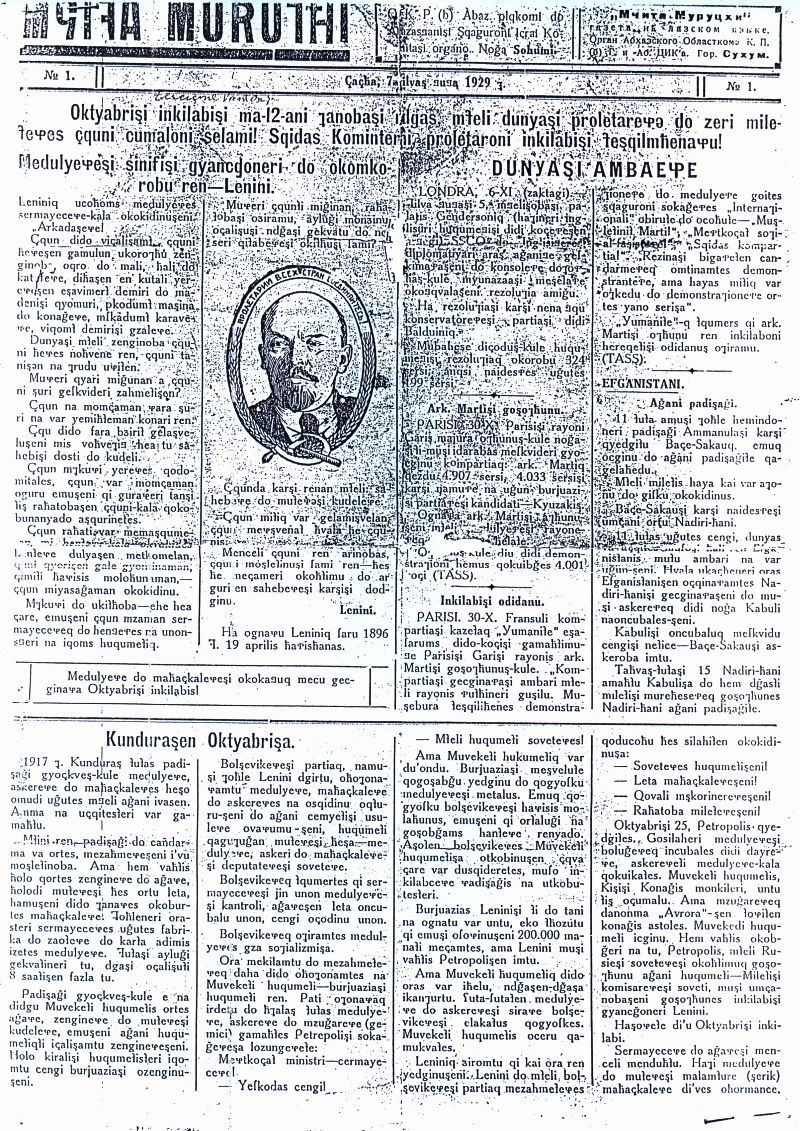
Газета «Мчита муруцхи» за 7 ноября 1929 года (неунифицированный алфавит)

Первая попытка создания лазской письменности была предпринята в 1870-х годах Фаиком-Эфендиши. Созданный им алфавит базировался на арабской графической основе. Однако османские власти отрицательно отнеслись к этой идее, Фаик-Эфендиши был арестован, а его труды сожжены.
В конце 1920-х — 1930-е годы в СССР использовался алфавит на латинской основе. Этот алфавит существовал в двух вариантах: старом «неунифицированном» (1927) и новом «унифицированном» (после 1929). Автором алфавита был И. Т. Циташи.
В Турции используется несколько вариантов лазского алфавита на латинской основе. В лазско-турецком словаре 1999 года издания используется следующий алфавит: Aa Bb Cc Çç Ç̌ç̌ Dd Ee Ff Gg Ɣɣ/Ǧǧ Hh Xx İi Jj Kk Ǩǩ Qq Ll Mm Nn Oo Pp P̌p̌ Rr Ss Şş Tt Ťt͏̌ Uu Vv Yy Zz Žž Зз Ǯǯ. В школьных учебниках по лазскому языку вместо букв Žž Зз Ǯǯ используются диграфы Dz dz, Ts ts, Tz tz.
В лазской газете «Tuta Gazetesi» вместо надстрочных знаков используются апострофы.

## Типологическая характеристика

### Тип (степень свободы) выражения грамматических значений
Язык по типу выражения грамматических значений — синтетический:
beti kfa var-c-ağenan
большой камень NEG-вниз-нести[POT] :>3PL:FUT.PFV
«Они не могут отнести большой камень вниз [в деревню]».
Тем не менее, аналитизм в языке тоже присутствует. Так, значение превосходной степени прилагательного выражается с помощью показателя eni, который является заимствованием из турецкого языка (en — SUPERL).
Enson ham eni aMli mi on
наконец DEM SUPERL умный кто быть:3SG:PRS
«Наконец, [они решили] это: „Кто самый умный?“»

### Характер границ между морфемами
В глагольных словоформах встречается фузия. Например, лицо и число субъекта, время выражаются на предикате namaaškunnu с помощью единого показателя -u:
```
na-m-a-škunn-u čkar miti-s va b-u-cv-i ̣
```

SBD-1SG.OBJ-CAUS-бояться-AOR.3SG.SBJ вообще кто.то-OBJ NEG 1SG.SBJ-3.IO-сказать-AOR
«Я вообще никому не сказал, что испугался».
Для имён более характерна агглютинация: границы между морфемами прозрачны, аффикс передаёт одно грамматическое значение:
kitab-epe-k agne-k
книга-PL-ACT новый-ACT
«Новые книги».

### Локус маркирования

#### В посессивной именной группе
Для посессивных именных групп характерно зависимостное маркирование:
zuğa-ş p̌ici
море-GEN берег
«Берег моря».

#### В предикации
Распространено двойное маркирование, при котором на предикате отражены лицо и число субъекта, а соответствующий актант кодируется падежом:
Xasani-k si mčxui ko-me-k-č-u
Хасан-ACT ты овца PRV-PRV-2.OBJ-дать-AOR.3SG.SBJ
«Хасан дал тебе овцу».

### Тип ролевой кодировки
Активный тип: роли агенса и пациенса противопоставляются друг другу вне зависимости от переходности глагола. Агенс маркируется активным падежом, пациенс — именительным (если основа существительного оканчивается на гласный, показатель номинатива — нулевой).
Baba-k ister-u
Отец-ACT играть-3SG.AOR
«Отец играл».
Baba dišol-u
Отец мокнуть-3SG.AOR
«Отец вымок».
Baba-k dočar-u mektubi
Отец-ACT писать-3SG.AOR письмо
«Отец написал письмо».

### Базовый порядок слов
Порядок слов, типичный для всех представителей картвельской семьи, — SOV
bozo-k bič̣i ʒi-om-s
девушка-ACT мальчик видеть-TH-3SG.SBJ
«Девушка видит мальчика».

## Лингвистические особенности

### Фонология
Лазский обладает характерной для южно-кавказской семьи развитой консонантной системой: в языке 30 согласных фонем.
Гласных всего пять: [а], [е], [i], [о], [u]. Дифтонгов и долгих гласных нет.
Ударение — силовое. По общему правилу, ударный слог — второй с конца:
- cú-ma («брать»).

В трёхсложных формах глагола (при присоединении приставки или отрицательной проклитической частицы) ударение падает на третий слог с конца.
- Ср.: bç̌á-ri («я писал») — dó-bç̌а-ri («я написал»);
- Mó nç̌a-rum («не пиши»).

Тюркизмы не меняют ударение, несмотря на различные акцентные системы турецкого (где ударный слог — последний) и лазского. К заимствованиям присоединяется именное окончание -i, и бывший в турецком последний слог становится предпоследним в лазском, таким образом сохраняя ударение.
- Balúk (тур.) — balúǧi (лаз.) «рыба».

Среди характерных фонетических процессов выделяется утрата r и v в интервокальном положении — между двумя гласными (в атинском и вицэ-архавском диалектах r сохраняется):
- oxori — oxoi «дом»;
- movulur «я иду сюда» — moulur «я иду сюда».

Но в вицском: mǯǩiri «блоха».
Слоги встречаются как открытые, так и закрытые.
Возможные модели открытых слогов:
- СV: ba-di «старик»;
- CCV: txa «коза»;
- CCCV: mčxu-i «овца»;
- CCCCV: mskva «красивый».

Закрытых слогов:
- CVC: pun-çxa «крошка».

Исконно лазские слова, как правило, состоят из двух-трёх слогов:
- ba-di «старик»;
- сi-pu-ri «бук».

### Морфосинтаксис
В лазском языке существуют следующие части речи: имя существительное, имя прилагательное, имя числительное, местоимение, глагол, причастие, наречие, послелог, союз, частица, междометие.

#### Имена
Имя характеризуется категориями числа и падежа.

##### Категория числа в именах
Множественное число в именах выражается с помощью суффикса -ре (-ере):
- çouri-pe «селяне»;
- pur-epe «коровы».

В субстантивах с исходом на a перед суффиксом вставляется l:
- nisa «невестка» ~ nisa-l-epe «невестки»;
- kra «рог» ~ kra-l-epe «рога».

Прилагательное, выступая в атрибутивной функции, избегает согласования с существительным:
didi oxor-epe
большой дом-Pl
«большие дома».

##### Категория падежа
Помимо существительных, по падежам изменяются также субстантивированные прилагательные, причастия, некоторые местоимения (парадигма единая).
Склонение существительного ǩoç («человек»):
| Падеж          | SG          | PL            |
| Номинатив      | ǩoç-i- Ø    | Ǩoç-epe- Ø    |
| Эргатив        | ǩoç-i-k     | Ǩoç-epe-k     |
| Датив          | ǩoç-i-s     | Ǩoç-epe-s     |
| Генитив        | ǩoç-i-ş     | Ǩoç-epe-ş(i)  |
| Аллатив        | ǩoç-i-şa    | Ǩoç-epe-ş(a)  |
| Аблатив        | ǩoç-i-şe(n) | Ǩoç-epe-şe(n) |
| Инструменталис | ǩoç—i-te(n) | Ǩoç-epe-te(n) |

Различается семь падежей:
- номинатив — маркирование объекта; оформление субъекта при глаголах, обладающих в презенсе показателем -n для 3 лица единственного числа;
- эргатив — оформление субъекта при глаголах, имеющих в презенсе показатель 3 лица единственного числа -s, во всех временных сериях;
- датив — падеж косвенного дополнения;
- генитив — выражение посессивности и смежных отношений;
- аллатив — соответствующая локативная функция;
- аблатив — соответствующая локативная функция;
- инструменталис — падеж инструментного дополнения.

#### Глаголы
Глагол обладает категориями лица, числа, каузатива, потенциалиса-залога-версии, времени, наклонения и переходности.
Глагольные словоформы делятся на 2 серии в зависимости от времени:
- в I-ую серию входят настоящее, прошедшее несовершенное, сослагательное 1-е, условное 1-е, прошедшее несовершенное результативное времена;
- ко II-ой серии времён относятся прошедшее совершенное (аорист), сослагательное 2-е, условное 2-е, результативное 1-е, результативное 2-е, сослагательное З-е, будущее, условное 3-е (производное от будущего).

Спряжение глагола oç̌aru («писать») на примере форм 3 лица единственного числа

##### I-я серия времен
| настоящее                | ç̌arups       | «пишет»              |
| прошедшее несовершенное  | ç̌aruptu      | «писал»              |
| сослагательное 1         | ç̌aruptas     | «чтобы писал»        |
| условное 1               | ç̌aruptuko(n) | «если бы писал»      |
| Прошедшее результативное | ç̌aruptudoren | «оказывается, писал» |

##### II-я серия времен
| аорист           | doç̌aru    | «написал»              |
| сослагательное 2 | ç̌aras     | «чтобы написал»        |
| условное 2       | doç̌arukon | «если бы (на)писал»    |
| результативное 1 | ç̌areren   | «оказывается, написал» |
| сослагательное 3 | ç̌areretas | «написал бы»           |
| будущее          | doç̌arups  | «напишет»              |
| условное 3       | ç̌arasuntu | «если бы написал»      |

Категория лица в глаголе выражается аффиксами субъектного и объектного рядов.
В глагольных словоформах 1-го и 2-го лиц используется аффикс множественности субъекта -t-:
- mtxorum-t «мы копаем».

В словоформах З-го лица множественность передается показателями -an и -es:
- ulun-an «идут они».

Противопоставление форм актива и пассива переходного глагола производится с помощью префикса пассива i-:
- ç̌arups «он пишет то»;
- i-ç̌aren «то пишется».

#### Словообразование
Лазский лексический фонд и некоторые элементы морфологии испытывают сильное влияние турецкого языка.
Так, например, конструкция на лазском языке с использованием тюркизма şişe («бутылка») выглядит следующим образом:
şişe kfa goo-dgun
бутылка камень на-стоять:3SG:PRS
«Бутылка (стоит) на камне».
То же предложение на турецком:
şişe taş-in üst-ün-de dir
бутылка камень-GEN поверхность-POSS.3SG-LOC быть:3SG:PRS
«Бутылка (стоит) на камне».
Ещё один возможный вариант на лазском — подражание турецкой конструкции с использованием существительного cindo («поверхность») для выражения пространственности:
şişe kfa-şi cindo dgun
бутылка камень-GEN поверхность стоять:3SG:PRS
«Бутылка (стоит) на камне».
Словообразование имён происходит за счёт композиции и аффиксации.
При словосложении важно отличать собственно композит, обладающий единым ударением, от сочетания двух слов, в котором каждая единица несёт собственное ударение.
- tóli «глаз», çilámi «слеза»;
- tóliş çilám — словосочетание «слеза глаза»;
- toli(ş)-çilámi — композит «слеза».

Аффиксальное словообразование развито как среди имён, так и глаголов. Для именного словообразования наиболее характерна суффиксация:
- oxor-ina «домик».

Циркумфиксы используются для образования существительных, порядковых числительных:
- o-kotum-al-e «курятник», ma-sum-a(ni) «третий».

Разделительные числительные образуются посредством редупликации основы: sum-sumi «по три».
Образование причастий происходит с помощью суффикса -er: qorope(r)i «любимый».
При глагольной деривации помимо суффиксов также используются префиксы. В общем виде структура глагольной словоформы выглядит следующим образом: (удостоверительный элемент ko-) + преверб ± аффикс лица ± аффикс залога // версии // потенциалиса + корень ± тема ± аффикс времени // наклонения ± аффикс числа:
ko-do-g-o-gur-ap-t
«я вас научу».

## Условные обозначения
- 1 — первое лицо
- 2 — второе лицо
- 3 — третье лицо
- ACT — активный падеж
- AOR — аорист
- CAUS — каузатив
- DAT — дательный падеж
- DEM — указательное местоимение
- FUT — будущее время
- GEN — дательный падеж
- LOC — местный падеж
- MOD — модальность
- NEG — отрицание
- OBJ — объект
- PAST — прошедшее время
- PFV — перфектив
- PL — множественное число
- POSS — посессивность
- POT — потенциалис
- PRS — настоящее время
- PRV — преверб
- SBD — субординатор
- SBJ — субъект
- SG — единственное число
- SUPERL — превосходная степень
- TH — тематический элемент